# گلوژان
گلوژان (به صربی: Gložan) یک روستا در صربستان است که در Bački Petrovac Municipality واقع شده‌است. گلوژان ۲٬۲۸۳ نفر جمعیت دارد.